# Đông Thế, Vân Lâm

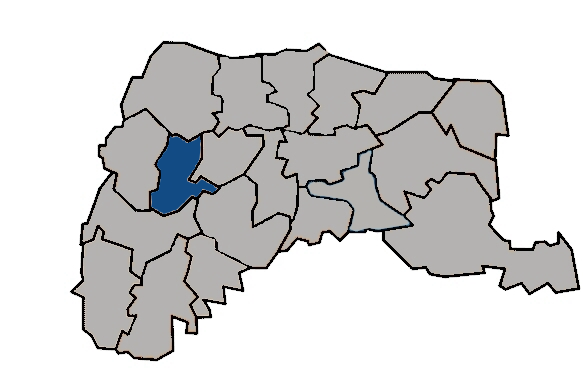
Vị trí tại Vân Lâm

Đông Thế (tiếng Trung: 東勢鄉; bính âm: Dōngshì Xiāng) là một hương (xã) của huyện Vân Lâm, tỉnh Đài Loan, Trung Hoa Dân Quốc (Đài Loan). Hương có nền kinh tế dựa trên nông nghiệp, đặc biệt lượng cà rốt được sản xuất tại Đông Thế chiếm tới một phần ba sản lượng tại Đài Loan. Tổng diện tích của hương là 48,3562 km², dân số vào tháng 8 năm 2011 là 16.488 người thuộc 5.703 hộ gia đình, mật độ cư trú đạt 341 người/km².